# Panaspis megalurus
Panaspis megalurus (змієокий сцинк блакитнохвостий) — вид сцинкоподібних ящірок родини сцинкових (Scincidae). Ендемік Танзанії.

## Опис
Panaspis megalurus — невеликий сцинк, середня довжина якого (без врахування хвоста) становить 41 мм. Хвіст дуже довгий, втричі довший за решту тіла.

## Поширення і екологія
Блакитнохвості змієокі сцинки мешкають в Танзанії, в регіонах Додома і Маньяра, а також на рівнині Усангу в регіоні Мбея. Вони живуть в саванах, серед опалого листя, на висоті до 1000 до 1500 м над рівнем моря.